# Poike
Le Poike est un volcan du Chili situé à la pointe orientale de l'île de Pâques.

## Géographie
Le Poike constitue la pointe orientale de l'île de Pâques, une île d'Océanie dans l'océan Pacifique constituant une province de la région de Valparaíso au Chili. Le volcan est entouré au nord, à l'est et au sud par l'océan tandis qu'au sud-ouest se trouve le volcan Rano Raraku.
Le Poike est un volcan bouclier dont le sommet appelé Puakatike culmine à 370 mètres d'altitude.

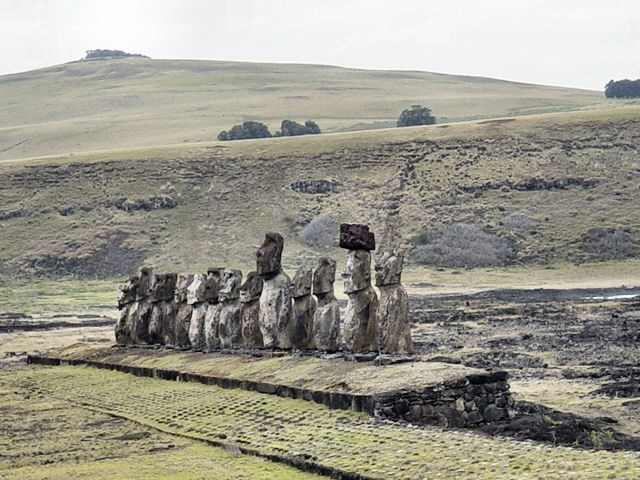
Vue de l'ahu Tongariki avec le Poike en arrière-plan.